# Good Joe Bell
Good Joe Bell je americký hraný film z roku 2020, který režíroval Reinaldo Marcus Green podle skutečného příběhu z roku 2015. Snímek měl světovou premiéru na Mezinárodním filmovém festivalu v Torontu 14. září 2020.

## Děj
Joe Bell se po sebevraždě svého syna Jadina, který byl jako gay na střední škole šikanován, rozhodne že se vydá pěšky z města La Grande v Oregonu do New Yorku. Cestou hovoří na školních besedách o důsledcích šikany. Během své cesty na dálku musí řešit i vztah se svou ženou a mladším synem. Svou cestu se mu však nepodaří dokončit.

## Obsazení
| Mark Wahlberg   | Joe Bell    |
| Reid Miller     | Jadin Bell  |
| Connie Britton  | Lola Bell   |
| Maxwell Jenkins | Joseph Bell |
| Morgan Lily     | Marcie      |
| Ash Santos      | Kim         |
| Tara Buck       | Mary Ivy    |
| Austin R. Grant | Blake       |
| Juan Antonio    | Roy Holmes  |
| Gary Sinise     | šerif       |